# Żarówka samochodowa
Żarówka samochodowa – żarówka stosowana w pojeździe samochodowym. 
Żarówki takie produkowane są w kilku standardowych rodzajach, wśród których wyróżnia się żarówki do reflektorów, kierunkowskazów oraz świateł hamowania. Wszystkie typy żarówek mogą wymagać zgodności z międzynarodowymi i krajowymi przepisami, regulującymi rodzaje używanych lamp. Wszystkie inne zastosowania oświetlenia samochodowego, na przykład oświetlenie wewnętrzne i lampy pomocnicze, mogą nie być prawnie regulowane, ale powszechne typy żarówek są używane przez wielu producentów aut. 

## Przepisy międzynarodowe
Światowe Forum na rzecz Harmonizacji Przepisów dotyczących Pojazdów (przepisy ECE) opracowuje i stosuje międzynarodowe regulacje ONZ. Dotyczą one źródeł światła dopuszczalnych do stosowania w lampach, w pojazdach i przyczepach posiadających homologację dla krajów, które uznają przepisy ONZ. Należy do nich rozporządzenie 37, które zawiera specyfikacje dotyczące żarówek oraz rozporządzenie 99 i jego dodatki, które dotyczą źródła światła do lamp wyładowczych o dużej intensywności. Niektóre typy żarówek, które zostały zatwierdzone przez ONZ są także dozwolone na mocy innych przepisów, w takich krajach, jak Stany Zjednoczone czy Japonia. Jednakże Japonia zaczęła wypierać dawne japońskie przepisy krajowe, zgodnie z międzynarodowymi regulacjami ONZ.

## Grupy żarówek
Rozporządzenie ONZ 37, dotyczy żarówek do pojazdów silnikowych. Zostały one podzielone na trzy grupy: 
- bez ograniczeń ogólnych
- dopuszczalne tylko dla świateł sygnalizacyjnych (nie dla świateł drogowych)
- niedozwolone jako źródła światła dla nowych homologacji, ale wciąż dopuszczone do produkcji jako części zamienne.

| Żarówka | Włókna | Nominalna moc                         | Zdjęcie                                                                              |
| ------- | ------ | ------------------------------------- | ------------------------------------------------------------------------------------ |
| H1      | 1      | 6 V & 12 V: 55 W 24 V: 70 W           |                                                                                      |
| H3      | 1      | 6 V & 12 V: 55 W 24 V: 70 W           |                                                                                      |
| H4      | 2      | 6 V & 12 V: 60 / 55 W 24 V: 75 / 70 W |                                                                                      |
| H7      | 1      | 12 V: 55 W 24 V: 70 W                 |                                                                                      |
| H8      | 1      | 12 V: 35 W                            |                                                                                      |
| H8B     | 1      | 12 V: 35 W                            |                                                                                      |
| H9      | 1      | 12 V: 65 W                            |                                                                                      |
| H9B     | 1      | 12 V: 65 W                            |                                                                                      |
| H10     | 1      | 12 V: 42 W                            |                                                                                      |
| H11     | 1      | 12 V: 55 W 24 V: 70 W                 |                                                                                      |
| H11B    | 1      | 12 V: 55 W 24 V: 70 W                 |                                                                                      |
| H12     | 1      | 12 V: 53 W                            |                                                                                      |
| H13     | 2      | 12 V: 60 / 55 W                       |                                                                                      |
| H13A    | 2      | 12 V: 60 / 55 W                       |                                                                                      |
| H14     | 2      | 12 V: 60 / 55 W                       |                                                                                      |
| H15     | 2      | 12 V: 55 / 15 W 24 V: 60 / 20 W       |                                                                                      |
| H16     | 1      | 12 V: 19 W                            |                                                                                      |
| H16B    | 1      | 12 V: 19 W                            |                                                                                      |
| H21W    | 1      | 12 V & 24 V: 21 W                     |                                                                                      |
| H27W/1  | 1      | 12 V: 27W                             |                                                                                      |
| H27W/2  | 1      | 12 V: 27 W                            |                                                                                      |
| HB3     | 1      | 12 V: 60 W                            |                                                                                      |
| HB3A    | 1      | 12 V: 60 W                            |                                                                                      |
| HB4     | 1      | 12 V: 51 W                            | HB4 (9006) bulb 12 V, 51 W                                                           |
| HB4A    | 1      | 12 V: 51 W                            |                                                                                      |
| HIR1    | 1      | 12 V: 60 W                            |                                                                                      |
| HIR2    | 1      | 12 V: 55 W                            |                                                                                      |
| HP24W   | 1      | 12 V: 24 W                            |                                                                                      |
| HPY24W  | 1      | 12 V: 24 W                            |                                                                                      |
| HS1     | 2      | 6 V & 12 V: 35 / 35 W                 |                                                                                      |
| HS2     | 1      | 6 V & 12 V: 15 W                      |                                                                                      |
| HS5     | 2      | 12 V: 35 / 30 W                       |                                                                                      |
| HS5A    | 2      | 12 V: 45 / 40 W                       |                                                                                      |
| HS6     | 2      | 12 V: 40 / 35 W                       |                                                                                      |
| PX24W   | 1      | 12 V: 24 W                            |                                                                                      |
| PSX24W  | 1      | 12 V: 24 W                            |                                                                                      |
| PSX26W  | 1      | 12 V: 26 W                            |                                                                                      |
| S2      | 2      | 6 V & 12 V: 35 / 35 W                 | Automotive Light Bulb, Model: S2, Voltage: 12 V, Wattage: 35 W / 35 W, Socket: BA20d |
| S3      | 2      | 6 V & 12 V: 15 W                      |                                                                                      |

| Żarówka | Nazwa podstawowa | Włókna            | Nominalna moc             | Zdjęcie |
| ------- | ---------------- | ----------------- | ------------------------- | ------- |
| C5W     | SV8.5            | 1                 | 6 V, 12 V, 24 V: 5 W      |         |
| H6W     | BAX9s            | 1                 | 12 V: 6 W                 |         |
| HY6W    | BAZ9s            | 1                 | 12 V: 6 W                 |         |
| H10W/1  | BAU9s            | 1                 | 12 V: 10 W                |         |
| HY10W   | BAUZ9s           | 1                 | 12 V: 10 W                |         |
| H21W    | BAY9s            | 1                 | 12 V & 24 V: 21 W         |         |
| HY21W   | BAW9s            | 1                 | 12 V & 24 V: 21 W         |         |
| P13W    | PG18.5d-1        | 1                 | 12 V: 13 W                |         |
| PW13W   | WP3.3×14.5-7     | 1                 | 12 V: 13 W                |         |
| PC16W   | PU20d-1          | 1                 | 12 V: 16 W                |         |
| PCR16W  | PU20d-7          | 1                 | 12 V: 16 W                |         |
| PW16W   | WP3.3×14.5-8     | 1                 | 12 V: 16 W                |         |
| PWR16W  | WP3.3×14.5-10    | 1                 | 12 V: 16 W                |         |
| PWY16W  | WP3.3×14.5-9     | 1                 | 12 V: 16 W                |         |
| PS19W   | PG20-1           | 1                 | 12 V: 19 W                |         |
| PSY19W  | PG20-2           | 1                 | 12 V: 19 W                |         |
| PW19W   | WP3.3×14.5-1     | 1                 | 12 V: 19 W                |         |
| PWR19W  | WP3.3×14.5-5     | 1                 | 12 V: 19 W                |         |
| PWY19W  | WP3.3×14.5-2     | 1                 | 12 V: 19 W                |         |
| P21W    | BA15s            | 1                 | 6 V, 12 V, 24 V: 21 W     |         |
| PR21W   | BAW15s           | 1                 | 12 V & 24 V: 21 W         |         |
| PY21W   | BAU15s           | 1                 | 12 V & 24 V: 21 W         |         |
| P21/4W  | BAZ15d           | 2                 | 12 V & 24 V: 21 / 4 W     |         |
| PR21/4W | BAU15d           | 2                 | 12 V & 24 V: 21 / 4 W     |         |
| P21/5W  | BAY15d           | 2                 | 6 V, 12 V, 24 V: 21 / 5 W |         |
| PR21/5W | BAW15d           | 2                 | 12 V & 24 V: 21 / 5 W     |         |
| P24W    | PGU20-3          | 1                 | 12 V: 24 W                |         |
| PY24W   | PGU20-4          | 1                 | 12 V: 24 W                |         |
| PH24WY  |                  | 1                 | 12 V: 24 W                |         |
| PS24W   | PG20-3           | 1                 | 12 V: 24 W                |         |
| PSX24W  | PG20-4?          | 1                 | 12 V: 24 W                |         |
| PSY24W  | PG20-4           | 1                 | 12 V: 24 W                |         |
| PW24W   | WP3.3×14.5-3     | 1                 | 12 V: 24 W                |         |
| PWR24W  | WP3.3×14.5-6     | 1                 | 12 V: 24 W                |         |
| PWY24W  | WP3.3×14.5-4     | 1                 | 12 V: 24 W                |         |
| P27W    | W2.5×16d         | 1                 | 12 V: 27 W                |         |
| P27/7W  | W2.5×16q         | 2                 | 12 V: 27 / 7 W            |         |
| PR27/7W | WU2.5x16         | 2                 | 12 V: 27 / 7 W            |         |
| PY27/7W | WX2.5x16q        | 2                 | 12 V: 27 / 7 W            |         |
| R5W     | BA15s            | 1                 | 6 V, 12 V, 24 V: 5 W      |         |
| RR5W    | BAW15s           | 1                 | 12 V & 24 V: 5 W          |         |
| R10W    | BA15s            | 1                 | 6 V, 12 V, 24 V: 10 W     |         |
| BAW15s  | 1                | 12 V & 24 V: 10 W | Red                       |         |
| RY10W   | BAU15s           | 1                 | 6 V, 12 V, 24 V: 10 W     |         |
| T1.4W   | P11.5d           | 1                 | 12 V: 1.4W                |         |
| T4W     | BA9s             | 1                 | 6 V, 12 V, 24 V: 4W       |         |
| W2.3W   | W2×4.6d          | 1                 | 12 V: 2.3 W               |         |
| WY2.3W  | W2×4.6d          | 1                 | 12 V: 2.3 W               |         |
| W3W     | W2.1×9.5d        | 1                 | 6 V, 12 V, 24 V: 3 W      |         |
| W5W     | W2.1×9.5d        | 1                 | 6 V, 12 V, 24 V: 5 W      |         |
| WR5W    | W2.1×9.5d        | 1                 | 12 V & 24 V: 5 W          |         |
| WY5W    | W2.1×9.5d        | 1                 | 6 V, 12 V, 24 V: 5 W      |         |
| W10W    | W2.1×9.5d        | 1                 | 6 V & 12 V: 10 W          |         |
| WY10W   | W2.1×9.5d        | 1                 | 6 V & 12 V: 10 W          |         |
| W15/5W  | WZ3×16q          | 2                 | 12 V: 15 / 5 W            |         |
| W16W    | W2.1×9.5d        | 1                 | 12 V: 16 W                | \| \|   |
| WY16W   | W2.1×9.5d        | 1                 | 12 V: 16 W                |         |
| W21W    | W3×16d           | 1                 | 12 V: 21 W                |         |
| WY21W   | WX3×16d          | 1                 | 12 V: 21 W                |         |
| WP21W   | WY2.5×16d        | 1                 | 12 V: 21 W                |         |
| WPY21W  | WZ2.5×16d        | 1                 | 12 V: 21 W                |         |
| W21/5W  | W3×16q           | 2                 | 12 V: 21 / 5 W            |         |
| WR21/5W | WY3×16q          | 2                 | 12 V: 21 / 5 W            |         |
|         |                  |                   |                           |         |

| Żarówka | Nazwa podstawowa | Włókna | Nominalna moc                         | Zdjęcie |
| ------- | ---------------- | ------ | ------------------------------------- | ------- |
| C21W    | SV8.5            | 1      | 12 V: 21 W                            |         |
| H2      | X511             | 1      | 12 V / 55 W                           |         |
| P19W    | PGU20-1          | 1      | 12 V: 19 W                            |         |
| PC16W   | PU20d-1          | 1      | 12 V: 16 W                            |         |
| PCR16W  | PU20d-7          | 1      | 12 V: 16 W                            |         |
| PCY16W  | PU20d-2          | 1      | 12 V: 16 W                            |         |
| PR19W   | PGU20-5          | 1      | 12 V: 19 W                            |         |
| PY19W   | PGU20-2          | 1      | 12 V: 19 W                            |         |
| PSR19W  | PG20-5           | 1      | 12 V: 19 W                            |         |
| PSR24W  | PG20-6           | 1      | 12 V: 24 W                            |         |
| PR24W   | PGU20-6          | 1      | 12 V: 24 W                            |         |
| R2      | P45t             | 2      | 6 V & 12 V: 45 / 40 W 24 V: 55 / 50 W |         |
| S1      | BA20d            | 2      | 6 V & 12 V: 25 / 25 W                 |         |

## Lampy wyładowcze (żarniki ksenonowe)
Rozporządzenie ONZ 99, obejmuje wyładowcze źródła światła, które można stosować w reflektorach samochodowych. Wszystkie źródła światła dopuszczalne przez regulamin 99 są także dopuszczalne na mocy przepisów obowiązujących w Stanach Zjednoczonych. 
| Żarówka | Nazwa podstawowa | Nominalna moc | Zdjęcie |
| ------- | ---------------- | ------------- | ------- |
| D1R     | PK32d-3          | 85 V / 35 W   |         |
| D1S     | PK32d-2          | 85 V / 35 W   |         |
| D2R     | P32d-3           | 85 V / 35 W   |         |
| D2S     | P32d-2           | 85 V / 35 W   |         |
| D3R     | PK32d-6          | 42 V / 35 W   |         |
| D3S     | PK32d-5          | 42 V / 35 W   |         |
| D4R     | P32d-6           | 42 V / 35 W   |         |
| D4S     | P32d-5           | 42 V / 35 W   |         |
| D5S     | PK32d-[7]        | 12 V: 25 W    |         |
| D6S     | P32d-1           | 42 V: 25 W    |         |
| D7S     | PK32d-1          | 42 V: 25 W    |         |
| D8S     | PK32d-1          | 42 V: 25 W    |         |

## Lampy LED
Tego typu lampy są obecnie jednymi z najnowocześniejszych rozwiązań w zakresie oświetlenia samochodowego. W pojazdach osobowych oraz dostawczych są montowane obecnie pełne moduły LED lub matrycowe światła LED. Charakteryzują się one naturalną, bo zbliżoną do słonecznego barwą światła, szerokim kątem oświetlenia, zwiększonym dystansem oraz trwałością i oszczędnością energii. W przypadku matrycowych świateł LED dostępna jest również opcja skorzystania z wygaszania odpowiednich diod LED, dzięki czemu nie oślepiamy innych użytkowników drogi, a jednocześnie możemy cieszyć się dużą ilością światła przed naszym pojazdem.
Istnieją również zamienniki typowych tradycyjnych żarówek (np. H1 lub H7), ale wykonane w technologii LED. Jednak ich użycie na publicznej drodze, może wiązać się z konsekwencjami prawnymi, gdyż reflektor w którym zostałyby użyte, nie był homologowany do takiego źródła światła. W przypadku tych reflektorów, które w swojej budowie nie zawierają soczewki i przesłony, niemożliwe byłoby prawidłowe ustawienie granicy światła i cienia (wysokości świecenia) tak, aby nie oślepiać innych użytkowników drogi. Ilość światła, jakie generują diody LED mogłaby być na tyle wysoka, że reflektor wymagałby zamontowania urządzenia czyszczącego (np. spryskiwacz lub wycieraczki) oraz systemu poziomowania - tak jak jest to wymagane w przypadku większości reflektorów z ksenonowymi lampami wyładowczymi. Odrębną kwestią jest zagrożenie pożarowe i zgodność z instalacją elektryczną pojazdu, gdyż tego typu źródła światła, często wyposażone są w rezystor mocy (de facto: grzałkę), dzięki której ich pobór prądu jest identyczny jak żarówki tradycyjnej, by nie powodować "błędu spalonej żarówki".

## Przepisy w Niemczech
Istnieje niemiecka regulacja krajowa, dotycząca żarówek samochodowych, która obecnie została zastąpiona międzynarodowymi przepisami ECE. Żarówki według starej niemieckiej regulacji są nadal produkowane. Niemieckie rozporządzenie zawarte jest w §22a, podsekcja 1, nr 18 Straßenverkehrs-Zulassungs-Ordnung (StVZO, rozporządzenie w sprawie dopuszczenia do ruchu drogowego). Zgodnie z Fahrzeugteileverordnung (FzTV, rozporządzenie w sprawie części samochodowych), takie żarówki muszą być opatrzone znakiem homologacji, składającym się z fali sinusoidalnej i litery K. Wymagania techniczne są ustalane przez normy, opracowane przez DIN (Niemiecki Instytut Normalizacyjny). 
| Żarówka                     | Nominalna moc  | Włókna | Nazwa podstawowa | Zdjęcie |
| --------------------------- | -------------- | ------ | ---------------- | ------- |
| Form K (DIN 72601, Część 4) | 6 V, 10 W      | 1      | SV8.5-8          |         |
| Form K (DIN 72601, Część 4) | 12 V, 10 W     | 1      | SV8.5-8          |         |
| Form K (DIN 72601, Część 6) | 6 V, 18 W      | 1      | SV8.5-8          |         |
| Form K (DIN 72601, Część 6) | 12 V, 18 W     | 1      | SV8.5-8          |         |
| Form K (DIN 72601, Część 6) | 24 V, 18 W     | 1      | SV8.5-8          |         |
| Form R (DIN 72601, Część 6) | 6 V, 18 W      | 1      | BA15s            |         |
| Form R (DIN 72601, Część 6) | 12 V, 18 W     | 1      | BA15s            |         |
| Form R (DIN 72601, Część 6) | 24 V, 18 W     | 1      | BA15s            |         |
| Form S (DIN 72601, Część 7) | 6 V, 18 / 5 W  | 2      | BAY15d           |         |
| Form S (DIN 72601, Część 7) | 12 V, 18 / 5 W | 2      | BAY15d           |         |
| Form S (DIN 72601, Część 7) | 24 V, 18 / 5 W | 2      | BAY15d           |         |

## Przepisy w Stanach Zjednoczonych i Kanadzie
W Stanach Zjednoczonych wpis 49 CFR 564 w Kodeksie przepisów federalnych wymaga od producentów żarówek reflektorów, oficjalnie znanych jako „wymienne źródła światła”, do wyposażenia National Highway Traffic Safety Administration (NHTSA) w specyfikacje produktu co najmniej 60 dni przed pierwszym użyciem. Specyfikacje dostarczone przez producenta po zatwierdzeniu przez NHTSA, są wpisane w Federal Docket NHTSA-1998-3397. Odtąd każde źródło światła wyprodukowane i certyfikowane przez producenta zgodnie ze specyfikacją jest legalne do użytku w reflektorach certyfikowanych jako zgodne z federalną normą bezpieczeństwa pojazdów silnikowych numer 108. Oświetlenie inne niż reflektory nie podlega przepisom federalnym.
W Kanadzie reflektory pojazdów mogą wykorzystywać żarówki (źródła światła) zgodne z amerykańskimi lub międzynarodowymi przepisami ECE. 
| Żarówka | Nazwa podstawowa | Włókna | Nominalna moc | Zdjęcie |
| ------- | ---------------- | ------ | ------------- | ------- |
| HB1     | P29t             | 2      | 65 / 45 W     |         |
| HB2     | P43t-38          | 2      | 60 / 55 W     |         |
| HB3     | P20d             | 1      | 65 W          |         |
| HB3A    | P20d             | 1      | 65 W          |         |
| HB4     | P22d             | 1      | 55 W          |         |
| HB4A    | P22d             | 1      | 55 W          |         |
| HB5     | PX29t            | 2      | 65 / 55 W     |         |
| H13     | P26t             | 2      | 65 / 55 W     |         |